# Tyranny (álbum de The Voidz)
Tyranny é o primeiro álbum de estúdio da banda Julian Casablancas + The Voidz, lançado em 23 de setembro de 2014 nos Estados Unidos e em 14 de outubro de 2014 mundialmente, pela Cult Records. O primeiro single do álbum, intitulado "Human Sadness" foi lançado no dia 2 de setembro de 2014.

## Lista de Faixas
Lista de faixas:
| N.º            | Título                           | Compositor(es)                      | Duração  |  |
| 1.             | "Take Me in Your Army"           | Jake Bercovici , Julian Casablancas | 4:20     |  |
| 2.             | "Crunch Punch"                   | Julian Casablancas                  | 4:50     |  |
| 3.             | "M.utally A.ssured D.estruction" | Julian Casablancas                  | 2:32     |  |
| 4.             | "Human Sadness"                  | Alex Carapetis , Julian Casablancas | 10:56    |  |
| 5.             | "Where No Eagles Fly"            | Jake Bercovici , Julian Casablancas | 3:44     |  |
| 6.             | "Father Electricity"             | Julian Casablancas                  | 7:23     |  |
| 7.             | "Johan Von Bronx"                | Julian Casablancas                  | 6:00     |  |
| 8.             | "Business Dog"                   | Julian Casablancas , Jeramy Gritter | 2:35     |  |
| 9.             | "Xerox"                          | Julian Casablancas                  | 5:05     |  |
| 10.            | "Dare I Care"                    | Julian Casablancas                  | 6:07     |  |
| 11.            | "Nintendo Blood"                 | Julian Casablancas                  | 5:54     |  |
| 12.            | "Off to War..."                  | Julian Casablancas                  | 3:17     |  |
| Duração total: | Duração total:                   | Duração total:                      | 01:02:43 |  |

## Charts
| Chart (2014)                   | Posição |
| ------------------------------ | ------- |
| Bélgica (Ultratop Flandres)    | 176     |
| Bélgica (Ultratop Valônia)     | 128     |
| França (SNEP)                  | 90      |
| US Billboard 200               | 39      |
| US Billboard Álbum Alternativo | 2       |
| US Billboard Álbum de Rock     | 10      |

## Créditos
- Julian Casablancas – vocal
- Jeramy "Beardo" Gritter – guitarra
- Amir Yaghmai – guitarra
- Jacob "Jake" Bercovici – baixo, guitarrra, sintetizadores
- Alex Carapetis – Bateria
- Jeff Kite – Teclado